# WTA-toernooi van Peking
Het WTA-toernooi van Peking is een jaarlijks terugkerend tennistoernooi voor vrouwen dat onderdeel is van het tennistoernooi van Peking en wordt georganiseerd in de Chinese hoofdstad Peking. De officiële naam van het toernooi is China Open.
De WTA organiseert het toernooi dat sinds 2009 in de categorie "Premier Mandatory" valt en wordt gespeeld op hardcourt in de open lucht. De naam van de categorie werd in 2021 gewijzigd in WTA 1000. Het is een van de vier WTA-toernooien per jaar waaraan speelsters verplicht deelnemen. Vanwege de omvang van het toernooi begint het sinds 2009 al op zaterdag.
De eerste editie werd in 1994 gehouden. Van 1997 tot en met 1999 is het toernooi niet georganiseerd. Van 2000 tot en met 2003 werd in Shanghai gespeeld. Svetlana Koeznetsova is de eerste speelster die het enkelspeltoernooi meer dan eens wist te winnen (in 2006 en 2009). Vervolgens (na 2004 ook 2013) deed Serena Williams hetzelfde, gevolgd door Agnieszka Radwańska (in 2011 en 2016). In 2018 voegde Caroline Wozniacki zich hierbij, na een eerdere winst in 2010.
Tegelijkertijd spelen de mannen op dezelfde locatie het ATP-toernooi van Peking.

## Officiële toernooinamen
Het toernooi heeft meerdere namen gekend, afhankelijk van de hoofdsponsor:
- 1994–1996: Nokia Open
- 2000: Heineken Open
- 2001: Kiwi Open
- 2002: SVW Polo Open
- 2003: Polo Open
- 2004–heden: China Open

## Meervoudig winnaressen enkelspel
| speelster            | aantal titels | in de jaren |
| -------------------- | ------------- | ----------- |
| Svetlana Koeznetsova | 2             | 2006, 2009  |
| Serena Williams      | 2             | 2004, 2013  |
| Agnieszka Radwańska  | 2             | 2011, 2016  |
| Caroline Wozniacki   | 2             | 2010, 2018  |

## Finales

### Enkelspel
| Datum      | Naam                                       | Cat.                                       | ($)                                        | Ondergrond                                 | Winnares                                   | Verliezend finaliste                       | Uitslag                                    |                                            |
| ---------- | ------------------------------------------ | ------------------------------------------ | ------------------------------------------ | ------------------------------------------ | ------------------------------------------ | ------------------------------------------ | ------------------------------------------ | ------------------------------------------ |
| 1994-02-14 | Nokia Open                                 | Tier IV                                    | 100.000                                    | hardcourt, binnen                          | Yayuk Basuki                               | Kyōko Nagatsuka                            | 6-4, 6-2                                   | details                                    |
| 1995-09-25 | Nokia Open                                 | Tier IV                                    | 107.500                                    | hardcourt, buiten                          | Linda Wild                                 | Wang Shi-ting                              | 7-5, 6-2                                   | details                                    |
| 1996-10-14 | Nokia Open                                 | Tier IV                                    | 107.500                                    | hardcourt, binnen                          | Wang Shi-ting                              | Chen Li-Ling                               | 6-3, 6-4                                   | details                                    |
| 1997–1999  | geen toernooi                              | geen toernooi                              | geen toernooi                              | geen toernooi                              | geen toernooi                              | geen toernooi                              | geen toernooi                              | geen toernooi                              |
| 2000-10-16 | Heineken Open (S)                          | Tier IVa                                   | 140.000                                    | hardcourt, buiten                          | Meghann Shaughnessy                        | Iroda Tulyaganova                          | 7-6, 7-5                                   | details                                    |
| 2001-10-08 | Kiwi Open (S)                              | Tier IV                                    | 140.000                                    | hardcourt, buiten                          | Monica Seles                               | Nicole Pratt                               | 6-2, 6-3                                   | details                                    |
| 2002-09-09 | SVW Polo Open (S)                          | Tier IV                                    | 140.000                                    | hardcourt, buiten                          | Anna Smashnova                             | Anna Koernikova                            | 6-2, 6-3                                   | details                                    |
| 2003-09-15 | Polo Open (S)                              | Tier II                                    | 585.000                                    | hardcourt, buiten                          | Jelena Dementjeva                          | Chanda Rubin                               | 6-3, 7-6                                   | details                                    |
| 2004-09-20 | China Open                                 | Tier II                                    | 585.000                                    | hardcourt, buiten                          | Serena Williams                            | Svetlana Koeznetsova                       | 4-6, 7-5, 6-4                              | details                                    |
| 2005-09-19 | China Open                                 | Tier II                                    | 585.000                                    | hardcourt, buiten                          | Maria Kirilenko                            | Anna-Lena Grönefeld                        | 6-3, 6-4                                   | details                                    |
| 2006-09-18 | China Open                                 | Tier II                                    | 600.000                                    | hardcourt, buiten                          | Svetlana Koeznetsova                       | Amélie Mauresmo                            | 6-4, 6-0                                   | details                                    |
| 2007-09-17 | China Open                                 | Tier II                                    | 600.000                                    | hardcourt, buiten                          | Ágnes Szávay                               | Jelena Janković                            | 6-7, 7-5, 6-2                              | details                                    |
| 2008-09-22 | China Open                                 | Tier II                                    | 600.000                                    | hardcourt, buiten                          | Jelena Janković                            | Svetlana Koeznetsova                       | 6-3, 6-2                                   | details                                    |
| 2009-10-03 | China Open                                 | Premier Mandatory                          | 4.500.000                                  | hardcourt, buiten                          | Svetlana Koeznetsova                       | Agnieszka Radwańska                        | 6-2, 6-4                                   | details                                    |
| 2010-10-02 | China Open                                 | Premier Mandatory                          | 4.500.000                                  | hardcourt, buiten                          | Caroline Wozniacki                         | Vera Zvonarjova                            | 6-3, 3-6, 6-3                              | details                                    |
| 2011-10-01 | China Open                                 | Premier Mandatory                          | 4.500.000                                  | hardcourt, buiten                          | Agnieszka Radwańska                        | Andrea Petković                            | 7-5, 0-6, 6-4                              | details                                    |
| 2012-09-29 | China Open                                 | Premier Mandatory                          | 4.828.050                                  | hardcourt, buiten                          | Viktoryja Azarenka                         | Maria Sjarapova                            | 6-3, 6-1                                   | details                                    |
| 2013-09-28 | China Open                                 | Premier Mandatory                          | 5.185.625                                  | hardcourt, buiten                          | Serena Williams                            | Jelena Janković                            | 6-2, 6-2                                   | details                                    |
| 2014-09-27 | China Open                                 | Premier Mandatory                          | 5.427.105                                  | hardcourt, buiten                          | Maria Sjarapova                            | Petra Kvitová                              | 6-4, 2-6, 6-3                              | details                                    |
| 2015-10-03 | China Open                                 | Premier Mandatory                          | 4.749.040                                  | hardcourt, buiten                          | Garbiñe Muguruza                           | Timea Bacsinszky                           | 7-5, 6-4                                   | details                                    |
| 2016-10-01 | China Open                                 | Premier Mandatory                          | 6.289.521                                  | hardcourt, buiten                          | Agnieszka Radwańska                        | Johanna Konta                              | 6-4, 6-2                                   | details                                    |
| 2017-09-30 | China Open                                 | Premier Mandatory                          | 7.027.063                                  | hardcourt, buiten                          | Caroline Garcia                            | Simona Halep                               | 6-4, 7-6                                   | details                                    |
| 2018-09-29 | China Open                                 | Premier Mandatory                          | 8.285.274                                  | hardcourt, buiten                          | Caroline Wozniacki                         | Anastasija Sevastova                       | 6-3, 6-3                                   | details                                    |
| 2019-09-28 | China Open                                 | Premier Mandatory                          | 8.285.274                                  | hardcourt, buiten                          | Naomi Osaka                                | Ashleigh Barty                             | 3-6, 6-3, 6-2                              | details                                    |
| 2020–2022  | toernooi geannuleerd wegens coronapandemie | toernooi geannuleerd wegens coronapandemie | toernooi geannuleerd wegens coronapandemie | toernooi geannuleerd wegens coronapandemie | toernooi geannuleerd wegens coronapandemie | toernooi geannuleerd wegens coronapandemie | toernooi geannuleerd wegens coronapandemie | toernooi geannuleerd wegens coronapandemie |
| 2023-09-30 | China Open                                 | WTA 1000                                   | 8.127.389                                  | hardcourt, buiten                          | Iga Świątek                                | Ljoedmila Samsonova                        | 6-2, 6-2                                   | details                                    |
| 2024-09-25 | China Open                                 | WTA 1000                                   | 8.955.610                                  | hardcourt, buiten                          | Cori Gauff                                 | Karolína Muchová                           | 6-1, 6-3                                   | details                                    |

* (S) = Shanghai

### Dubbelspel
| Datum      | Naam                                       | Cat.                                       | ($)                                        | Ondergrond                                 | Winnaressen                                | Verliezend finalistes                      | Uitslag                                    |                                            |
| ---------- | ------------------------------------------ | ------------------------------------------ | ------------------------------------------ | ------------------------------------------ | ------------------------------------------ | ------------------------------------------ | ------------------------------------------ | ------------------------------------------ |
| 1994-02-14 | Nokia Open                                 | Tier IV                                    | 100.000                                    | hardcourt, binnen                          | Chen Li-Ling Li Fang                       | Kerry-Anne Guse Valda Lake                 | 6-0, 6-2                                   | details                                    |
| 1995-09-25 | Nokia Open                                 | Tier IV                                    | 107.500                                    | hardcourt, buiten                          | Claudia Porwik Linda Wild                  | Stephanie Rottier Wang Shi-ting            | 6-1, 6-0                                   | details                                    |
| 1996-10-14 | Nokia Open                                 | Tier IV                                    | 107.500                                    | hardcourt, binnen                          | Naoko Kijimuta Miho Saeki                  | Yuko Hosoki Kazue Takuma                   | 7-5, 6-4                                   | details                                    |
| 1997–1999  | geen toernooi                              | geen toernooi                              | geen toernooi                              | geen toernooi                              | geen toernooi                              | geen toernooi                              | geen toernooi                              | geen toernooi                              |
| 2000-10-16 | Heineken Open (S)                          | Tier IVa                                   | 140.000                                    | hardcourt, buiten                          | Lilia Osterloh Tamarine Tanasugarn         | Rita Grande Meghann Shaughnessy            | 7-5, 6-1                                   | details                                    |
| 2001-10-08 | Kiwi Open (S)                              | Tier IV                                    | 140.000                                    | hardcourt, buiten                          | Liezel Huber Lenka Němečková               | Evie Dominikovic Tamarine Tanasugarn       | 6-0, 7-5                                   | details                                    |
| 2002-09-09 | SVW Polo Open (S)                          | Tier IV                                    | 140.000                                    | hardcourt, buiten                          | Anna Koernikova Janet Lee                  | Rika Fujiwara Ai Sugiyama                  | 7-5, 6-3                                   | details                                    |
| 2003-09-15 | Polo Open (S)                              | Tier II                                    | 585.000                                    | hardcourt, buiten                          | Émilie Loit Nicole Pratt                   | Ai Sugiyama Tamarine Tanasugarn            | 6-3, 6-3                                   | details                                    |
| 2004-09-20 | China Open                                 | Tier II                                    | 585.000                                    | hardcourt, buiten                          | Emmanuelle Gagliardi Dinara Safina         | Gisela Dulko María Vento-Kabchi            | 6-4, 6-4                                   | details                                    |
| 2005-09-19 | China Open                                 | Tier II                                    | 585.000                                    | hardcourt, buiten                          | N Llagostera Vives María Vento-Kabchi      | Yan Zi Zheng Jie                           | 6-2, 6-4                                   | details                                    |
| 2006-09-18 | China Open                                 | Tier II                                    | 600.000                                    | hardcourt, buiten                          | V Ruano Pascual Paola Suárez               | Anna Tsjakvetadze Jelena Vesnina           | 6-2, 6-4                                   | details                                    |
| 2007-09-17 | China Open                                 | Tier II                                    | 600.000                                    | hardcourt, buiten                          | Chuang Chia-jung Hsieh Su-wei              | Han Xinyun Xu Yifan                        | 7-6, 6-3                                   | details                                    |
| 2008-09-22 | China Open                                 | Tier II                                    | 600.000                                    | hardcourt, buiten                          | A Medina Garrigues Caroline Wozniacki      | Han Xinyun Xu Yifan                        | 6-1, 6-3                                   | details                                    |
| 2009-10-03 | China Open                                 | Premier Mandatory                          | 4.500.000                                  | hardcourt, buiten                          | Hsieh Su-wei Peng Shuai                    | Jekaterina Makarova Alla Koedrjavtseva     | 6-3, 6-1                                   | details                                    |
| 2010-10-02 | China Open                                 | Premier Mandatory                          | 4.500.000                                  | hardcourt, buiten                          | Chuang Chia-jung Volha Havartsova          | Gisela Dulko Flavia Pennetta               | 7-6, 1-6, [10-7]                           | details                                    |
| 2011-10-01 | China Open                                 | Premier Mandatory                          | 4.500.000                                  | hardcourt, buiten                          | Květa Peschke Katarina Srebotnik           | Gisela Dulko Flavia Pennetta               | 6-3, 6-4                                   | details                                    |
| 2012-09-29 | China Open                                 | Premier Mandatory                          | 4.828.050                                  | hardcourt, buiten                          | Jekaterina Makarova Jelena Vesnina         | Nuria Llagostera Vives Sania Mirza         | 7-5, 7-5                                   | details                                    |
| 2013-09-28 | China Open                                 | Premier Mandatory                          | 5.185.625                                  | hardcourt, buiten                          | Cara Black Sania Mirza                     | Vera Doesjevina Arantxa Parra Santonja     | 6-2, 6-2                                   | details                                    |
| 2014-09-27 | China Open                                 | Premier Mandatory                          | 5.427.105                                  | hardcourt, buiten                          | Andrea Hlaváčková Peng Shuai               | Cara Black Sania Mirza                     | 6-4, 6-4                                   | details                                    |
| 2015-10-03 | China Open                                 | Premier Mandatory                          | 4.749.040                                  | hardcourt, buiten                          | Martina Hingis Sania Mirza                 | Chan Hao-ching Chan Yung-jan               | 6-7, 6-1, [10-8]                           | details                                    |
| 2016-10-01 | China Open                                 | Premier Mandatory                          | 6.289.521                                  | hardcourt, buiten                          | Bethanie Mattek-Sands Lucie Šafářová       | Caroline Garcia Kristina Mladenovic        | 6-4, 6-4                                   | details                                    |
| 2017-09-30 | China Open                                 | Premier Mandatory                          | 7.027.063                                  | hardcourt, buiten                          | Chan Yung-jan Martina Hingis               | Tímea Babos Andrea Hlaváčková              | 6-1, 6-4                                   | details                                    |
| 2018-09-29 | China Open                                 | Premier Mandatory                          | 8.285.274                                  | hardcourt, buiten                          | A Sestini-Hlaváčková Barbora Strýcová      | Gabriela Dabrowski Xu Yifan                | 4-6, 6-4, [10-8]                           | details                                    |
| 2019-09-28 | China Open                                 | Premier Mandatory                          | 8.285.274                                  | hardcourt, buiten                          | Sofia Kenin Bethanie Mattek-Sands          | Jeļena Ostapenko Dajana Jastremska         | 6-3, 6-7, [10-7]                           | details                                    |
| 2020–2022  | toernooi geannuleerd wegens coronapandemie | toernooi geannuleerd wegens coronapandemie | toernooi geannuleerd wegens coronapandemie | toernooi geannuleerd wegens coronapandemie | toernooi geannuleerd wegens coronapandemie | toernooi geannuleerd wegens coronapandemie | toernooi geannuleerd wegens coronapandemie | toernooi geannuleerd wegens coronapandemie |
| 2023-09-30 | China Open                                 | WTA 1000                                   | 8.127.389                                  | hardcourt, buiten                          | Marie Bouzková Sara Sorribes Tormo         | Chan Hao-ching Giuliana Olmos              | 3-6, 6-0, [10-4]                           | details                                    |
| 2024-09-25 | China Open                                 | WTA 1000                                   | 8.955.610                                  | hardcourt, buiten                          | Sara Errani Jasmine Paolini                | Chan Hao-ching Veronika Koedermetova       | 6-4, 6-4                                   | details                                    |

* (S) = Shanghai